# Aanloopinrichting
Een aanloopinrichting (ook wel aanzetinrichting genoemd) zorgt ervoor dat de aanloopstroom van een elektromotor wordt beperkt, zodat geen ontoelaatbare spanningsdaling in het net wordt veroorzaakt, en dat geen grote stroompieken worden geïnduceerd. Hierdoor wordt de netvervuiling verminderd.

## Elektrische systemen
AanzetweerstandenTijdens het aanlopen van een driefasenmotor worden drie gelijke weerstanden in serie gezet met de statorwikkelingen. Doordat de impedantie toeneemt zal de aanloopstroom afnemen. Als de motor eenmaal is aangelopen worden de weerstanden overbrugd met een contactor. Nadeel van deze methode is het extra vermogensverlies dat optreedt in de weerstanden en door de verlaagde voedingsspanning is het aanloopkoppel laag.
Voor komst van de thyristor-regelingen werden aanzetweerstanden ook veel toegepast om zware gelijkstroommotoren aan te laten lopen.
AanzettransformatorGebruik van een driefasen-spaartransformator in serie met de statorwikkeling. Het koppelverloop van spoelen is gunstiger dan van weerstanden, maar een transformator is duurder. Voordeel is minder vermogenverlies tijdens het aanlopen.
Ster-driehoekschakeling
Hierbij wordt de statorwikkeling eerst in ster geschakeld en vervolgens, nadat de motor is aangelopen, in driehoekschakeling. De aanloopstroom is dan gemiddeld 2,5 keer de nominale stroom in plaats van 8 à 12 keer als de motor direct zou aanlopen in driehoekschakeling. De ster-driehoekschakeling wordt veel toegepast om (grote) kooiankermotoren zoals de kortsluitankermotor (K.A.) en de speciaalkortsluitankermotor (S.K.A.) onbelast te laten aanlopen.
RotorweerstandenDeze methode is alleen toepasbaar bij sleepringankermotoren en niet bij kooiankermotoren. Door de aanloopweerstanden in serie met de rotorwikkeling te zetten zal de motor aanlopen met een hoog koppel bij een lage aanloopstroom. Tijdens het aanlopen worden de weerstanden in stappen uitgeschakeld totdat ze de rotorwikkeling kortsluiten. Ook bij deze methode is het grote vermogensverlies in de weerstanden nadelig.

## Elektronische systemen
SoftstarterMet behulp van vermogenselektronica wordt de uitgangsspanning in een softstarter geleidelijk door faseaansnijding opgeregeld. Voordelen van een softstarter zijn het soepel aan- en uitlopen en het begrenzen van de aanloopstroom. Door de verlaagde uitgangsspanning is het aanloopkoppel ook laag.
FrequentieregelaarMet de frequentie van de uitgangsspanning is de snelheid van de motor te regelen. Door ook de uitgangsspanning te regelen kunnen met een frequentieregelaar ook zwaar belaste motoren aanlopen. Echter is een frequentieregelaar alleen interessant bij een frequentie boven de 20 Hz, omdat de koelvinnen van een draaistroommotor gemonteerd zijn aan de as bieden deze bij een frequentie van 20 Hz, en/of lager, geen ideale omstandigheid. De frequentieregelaar zorgt voor lagere aanloopstromen, in tegenstelling tot direct inschakelen van 8-12 x I nominaal heeft de frequentieregelaar aanloopstromen van 1,5-2 x I nominaal. Het is dan ook vanzelfsprekend dat een installatie met een frequentieregelaar ook energiezuiniger is dan een installatie met een direct inschakelen component.